# Dúdino
Dúdino (en rus: Дудино) és un poble de l'óblast de Kurgan, a Rússia, que en el cens del 2010 tenia 135 habitants. Pertany al districte de Tselínnoie.